# Перюс-Масас
Перю́с-Маса́с (фр. Peyrusse-Massas) — коммуна во Франции, находится в регионе Юг — Пиренеи. Департамент — Жер. Входит в состав кантона Жегён. Округ коммуны — Ош.
Код INSEE коммуны — 32316.

## География

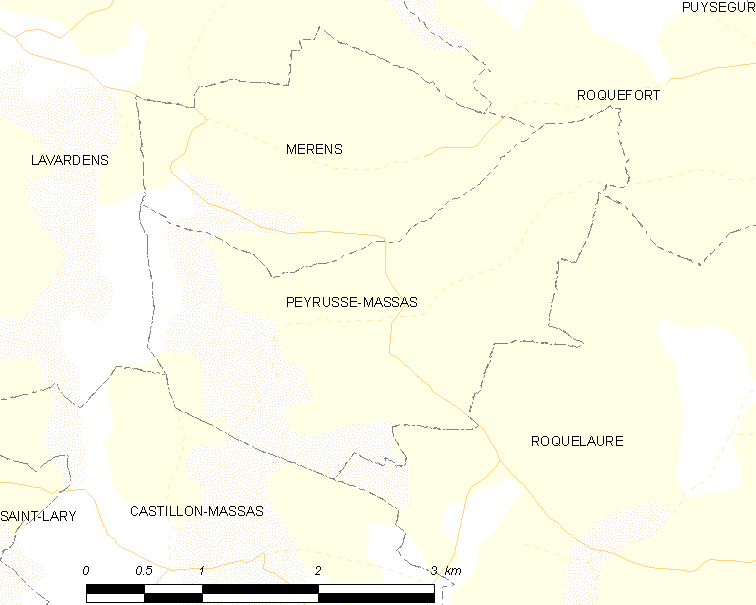
Карта коммуны

Коммуна расположена приблизительно в 590 км к югу от Парижа, в 75 км западнее Тулузы, в 11 км к северу от Оша.

## Климат
Климат умеренно-океанический. Лето жаркое и немного дождливое, температура часто превышает 35 °С. Зимой часто бывает отрицательная температура и ночные заморозки. Годовое количество осадков — 700—900 мм.

## Население
Население коммуны на 2010 год составляло 106 человек.
| 1962 | 1968 | 1975 | 1982 | 1990 | 1999 | 2010 |
| ---- | ---- | ---- | ---- | ---- | ---- | ---- |
| 109  | 110  | 76   | 85   | 81   | 82   | 106  |

## Администрация
| Период | Период | Фамилия        | Партия | Примечания |
| ------ | ------ | -------------- | ------ | ---------- |
| 2001   | 2008   | Абель Бессанье |        |            |
| 2008   | 2020   | Даниэль Паде   |        |            |

## Экономика
В 2010 году среди 68 человек трудоспособного возраста (15-64 лет) 54 были экономически активными, 14 — неактивными (показатель активности — 79,4 %, в 1999 году было 72,2 %). Из 54 активных жителей работали 49 человек (25 мужчин и 24 женщины), безработных было 5 (2 мужчин и 3 женщины). Среди 14 неактивных 5 человек были учениками или студентами, 5 — пенсионерами, 4 были неактивными по другим причинам.

## Достопримечательности
- Церковь XII века. Исторический памятник с 1979 года[4]